# Mont-Oriol
Pour les articles homonymes, voir Oriol.
Mont-Oriol est le troisième roman de Guy de Maupassant, publié à Paris chez Victor Havard en 1887.
Dans ce roman, Maupassant reprend des thématiques qui lui sont chères à travers une intrigue où se croisent passions amoureuses et enjeux financiers. Venue de Paris en Auvergne avec son mari William, sur les terres du village d'Enval, suivre un traitement thermal contre une prétendue stérilité, Christiane Andermatt découvre l'amour avec Paul Brétigny. Son mari, banquier, spécule quant à lui sans relâche sur des terrains de la région, construisant une nouvelle ville d'eaux pour faire croître sa fortune.

## Trame

### Personnages
Bonnefille : médecin dans son établissement casino-médical. C’est lui qui a découvert, dans les fonds d’Enval, la grande source baptisée par lui-même « Source Bonnefille ». Son art est classique. Il est également Inspecteur des eaux de sa propre source et directeur de l’établissement casino-médical.
Latonne : médecin parisien qui ne s’entend pas avec le docteur Bonnefille. C’est un homme droit, chic, élégant, sans-âge. Il est très aimé d’Andermatt qui le trouve très moderne.
Honorat : médecin auvergnat qui s’entend bien avec les deux autres docteurs en médecine ; il « avait tendu sa main droite au premier, sa main gauche au second, et demeurait en bons termes avec les deux. » C'est le médecin de la famille paysanne Oriol.
Le marquis de Ravenel : accorde une grande confiance au Docteur Bonnefille. Père de Gontran de Ravenel et de Christiane, épouse Andermatt. C’est lui qui a conseillé à sa fille de venir soigner sa stérilité supposée à Enval. Il réside au Splendid Hôtel. Il est riche, avec trente mille francs de rente annuelle, fruit d'un capital de huit-cent-mille francs (Partie 2, Chapitre 1). Catholique, a été antisémite et s’est initialement opposé au mariage entre Christiane et son gendre, William. Il a finalement accepté cette union, influencé par la fortune d'Andermatt mais également par Mme Icardon qui l'a convaincu de ne pas rejeter les juifs.
Christiane Andermatt : fille du marquis de Ravenel, épouse de William Andermatt et sœur de Gontran de Ravenel. C’est une jeune femme blonde naïve aux yeux bleus de vingt-et-un ans, petite et pâle, jolie et fine. Elle est venue à Enval pour soigner une stérilité, à l'initiative de son père. Elle n’aime pas (d'amour) son mari Andermatt, qu'elle a épousé par obéissance, à la demande de son père et qui comble les dettes permanentes de son frère.
William Andermatt : un jeune homme un peu gros et chauve, bourré de flair. Banquier de profession, il aime donc les affaires et chérit l’argent ; il possède d’ailleurs déjà plusieurs millions de rentes. Il est de confession israélite. Il souhaite toucher la noblesse, à travers son mariage avec Christiane de Ravenel.
Le père Oriol : riche paysan économe, premier vigneron du pays, très connu dans la vallée d’Enval, il possède cinquante mille francs de revenus, fruits d'économies parcimonieuses. Dans les villes voisines (Châtel-Guyon, Tournoël, Saint-Hippolyte), il est également une célébrité locale connue pour la qualité de son vin et pour sa fortune. Père d'un fils, "Colosse", et de deux aimables jeunes filles, il forme des projets pour ses enfants. Rude négociateur, il cherche à tirer profit de la source apparue sur son terrain.
Gontran de Ravenel : frère de Christiane Andermatt et fils du marquis de Ravenel. C’est un grand homme, élégant et rieur. Oisif permanent, profiteur, il se retrouve sans cesse en manque d’argent. Il est âgé de 30 ans.
Paul Brétigny : ami de Gontran de Ravenel. Impulsif, il peut se montrer jaloux et même violent. Il s'est battu en duels. Actif, il possède de l'aisance financière, avec cent-vingt mille francs de rente et trois millions de capital (Partie 2, Chapitre 5). Il aime séduire les femmes. Il est le père de l’enfant de Christiane Andermatt, avec laquelle une courte amourette d'un mois sera nouée.
Filles Oriol : Louise, l'aînée, et Charlotte, sa cadette sont désignées comme "fillettes". Âgées de dix-huit ou dix-neuf ans, gaies, elles paraissent délicates et charmantes, tout autant que jolies. Leur bonne éducation leur vient des Dames noires de Clermont-Ferrand.
M. Aubry-Pasteur : ancien ingénieur des mines qui a fait fortune en Russie. C'est un grand ami du marquis de Ravenel, puis de William Andermatt, qui apprécie sa compétence technique.
Petrus Martel : directeur du casino. Il fait fuir la plupart des clients à cause de ses parties quotidiennes de billard avec M. Lapalme du grand théâtre de Bordeaux. Pendant ses parties, il boit même les consommations des clients.
Jacques : fils du père Oriol, surnommé « Colosse » prononcé à l'auvergnate « Coloche », bien bâti, peu dégourdi.
Clovis : vieil homme qui se fait passer pour paralytique, célèbre dans tout le pays. Braconnier de bois et de ruisseau. Il sert de « cobaye » pour tester la nouvelle eau sur sa paralysie, en échange d'une confortable contrepartie financière.
Père Printemps : le gardien et « presque » le directeur de l’établissement d’Enval. Ancien geôlier à Riom, il traite les baigneurs comme des détenus.
M. Séminois : caissier à l’établissement d’Enval. Il a du mal avec l’orthographe des noms de famille.
Curistes résidant au Splendid Hôtel : outre la famille Ravenel-Andermatt,les Monécu (père et fille), l'ingénieur Aubry-Pasteur, les Chaufour (couple élevant un enfant difforme), les dames Paille, mère et fille, veuves soignant des problèmes d'estomac) et Monsieur Riquier.
MM. Professeur Cloche, Mas-Roussel et Rémusot : médecins très réputés et fort célèbres qui travaillent au Mont-Oriol.

### Résumé par chapitre
Le roman comporte deux parties. La première d'entre elles se consacre à l'apparition de la nouvelle source thermale dans un champ, à la création d'une nouvelle station de cure et à la liaison intense entre Christiane Andermatt et Paul Brétigny. La seconde partie voit le fonctionnement de la nouvelle Ville d'Eaux, la rupture de Paul avec Christiane, enceinte de lui, les difficultés financières et de nouveaux mariages intéressés.

#### Première partie
Chapitre 1 : présentation de la station thermale, de la vallée d’Enval et de ses occupants. Le roman s'ouvre sur la description de la « source Bonnefille » (aujourd'hui appelée source Marie à Enval). Les baigneurs exposent leurs pensées ; Christiane n’aime pas follement son mari William, s’étant mariée surtout pour faire plaisir à son père et à sa mère. Les baigneurs s’ennuient beaucoup à Enval, c’est pour cela que de nombreux commerces se sont construits pour les divertir : trois hôtels, un casino au second étage de l'établissement. Un grand événement se prépare que tout le monde attend depuis dix années : le "rô du morne", c'est-à-dire l'explosion (rô) d'une roche (morne) dans un champ appartenant au père Oriol.
Chapitre 2 : nouvelles descriptions du paysage d’Enval, ainsi que de la famille Oriol, peu décrite dans le premier chapitre. Le grand événement est imminent : l'explosion du morne. Une centaine de personnes, venue des villes voisines d'Enval, y assiste. Après l'explosion du rocher sur la colline, survient une découverte : là où quelques minutes plus tôt se trouvait la roche du morne, coule désormais une source d’eau chaude minérale.
Chapitre 3 : la découverte de la nouvelle source donne à William Andermatt l’idée de construire un nouvel établissement qui concurrencerait l’établissement Bonnefille. Il entrevoit une belle affaire : faire d’Enval une prestigieuse Ville d’Eaux, aidé par l'ingénieur Aubry-Pasteur avec ses amis Latonne et Gontran de Ravenel. Il visite le père Oriol pour lui demander de lui vendre les terres qui entourent la nouvelle source, sous réserve que les analyses de l’eau soient satisfaisantes. Gontran, lors de cette visite, remarque les jeunes filles Oriol, Charlotte et Louise.
Chapitre 4 : pour promouvoir l’effet de la nouvelle eau, le père Oriol demande à Clovis, qui se fait passer pour paralytique, de prendre un bain chaque jour pendant un mois et de laisser entendre qu'il va mieux, contre rémunération. Andermatt est ravi de cette initiative. Pendant ce temps, Christiane se sent de plus en plus proche de Paul Brétigny tandis que William, son mari, parle affaires. Celui-ci est préoccupé car Oriol ne signe pas la promesse de vente ; il organise donc une fête de charité pour se rapprocher en toute discrétion des Oriol.
Chapitre 5 : la fête de charité organisée par Andermatt se passe comme prévu. Les deux filles Oriol charment tout le monde, à l’exception de Paul Brétigny qui, pendant la fête et la promenade, poursuit sa discrète cour à Christiane. Celle-ci découvre petit à petit les qualités et la sensibilité de son futur amant. Un amour naît.
Chapitre 6 : tout va pour le mieux pour Christiane. Elle se sent revivre lors de chacun de ses bains matinaux. Elle se lie d’amitié avec Louise et Charlotte Oriol et profite de l’absence de son mari, parti à Paris, pour se laisser faire la cour par Paul Brétigny. La personnalité de Christiane se transforme : de jeune femme naïve et puérile, elle devient une femme amoureuse et coquette. Paul laisse s'exprimer ses qualités profondes : doux, câlin, sensible.
Chapitre 7 : malgré leur amour, Christiane reste encore distante envers Paul. Elle a peur, alors que Paul est véritablement tombé sous son charme. Sans prévenir, Andermatt revient et Christiane fait tout pour éviter qu’il la touche. Elle invente une grossesse, bien évidemment de son mari. Successivement, Latonne et Bonnefille ne veulent plus soigner la famille Andermatt à cause d’un quiproquo au début du 1er chapitre. Ils font alors appel au docteur Honorat, qui refuse à son tour pour ne pas faire de l’ombre aux deux autres. Andermatt s'active ; dès son arrivée, il va voir Clovis, le paralytique. Il s’avère que celui-ci a retrouvé l’usage de ses jambes. Andermatt accourt aussitôt chez le père Oriol. Andermatt lui achète de nombreuses terres pour monter son établissement, un casino et un hôtel. Heureux de son affaire, il offre à Gontran, au marquis et à Paul des actions pour rejoindre le conseil d'administration de la société d'exploitation des futurs bains, où il a besoin d'une majorité pour imposer ses vues. Il repart ensuite à Paris pour terminer des affaires.
Chapitre 8 : depuis le projet d'Andermatt, tout le pays s'affaire autour des travaux et des recherches. Christiane s'est résolument décidée à se donner à Paul. Tous deux en profitent pour vivre librement une intense liaison. Paul surnomme Christiane « Liane ». Ils filent le parfait amour depuis un mois, profitant des paysages de la Limagne. Une nouvelle casse leur bonheur : Andermatt reviendra dans quatre jours et ils quitteront Enval quelques jours après. Dès l'arrivée d'Andermatt, ce dernier forme la « Société de l'établissement thermal du Mont-Oriol », exploitant les « Bains du Mont-Oriol ». Il s'agit d'une société anonyme dotée d'un capital de deux millions de francs. Il en est aussitôt nommé président et présente son idée pour développer la société : impliquer largement tous les médecins. La première partie se termine par des au-revoir émouvants entre Christiane et Paul, qui promettent de se revoir.

#### Deuxième partie
Chapitre 1 : nous sommes le 1er juillet, une année s'est écoulée. Christiane et Paul ne se sont pas revus. Enval a bien changé : le nouvel établissement est apparu ainsi qu'un hôtel, un casino, des logements, agrémentés d'un parc. Trois nouveaux médecins ont également fait leur apparition : les professeurs Mas-Roussel, Cloche et Rémusot. C'est l’inauguration du Mont-Oriol. Chacune des trois nouvelles sources est bénie et reçoit un nom : Christiane, Charlotte et Louise. Les protagonistes visitent l’établissement médical Mont-Oriol dont ils découvrent les nouveautés. Les trois-quarts des baigneurs de l'établissement Bonnefille sont présents : c'est un succès.
Christiane est véritablement enceinte, depuis six mois, de Paul Brétigny. Sa grossesse renverse leur relation : Paul ne la trouve plus aussi attirante, il ne la voit désormais plus de la même façon. Christiane ressent son désintérêt et s'en inquiète. Andermatt estime que son beau-frère Gontran est trop dépensier et que son comportement menace la fortune familiale. Il lui suggère une manière d'y remédier consistant, pour Gontran, à épouser l'une des filles Oriol, de manière à bénéficier d'une importante dot.
Chapitre 2 : depuis l'ouverture du Mont-Oriol, de nombreux médecins se bousculent pour y travailler. Même le Dr Latonne et le Dr Honorat ont abandonné le Dr Bonnefille pour rejoindre la nouvelle ville d'eaux. S'y trouvent déjà les praticiens Cloche, Rémusot et Mas-Roussel mais un autre médecin fait également son apparition : le Dr Black, tout de suite repéré pour son extrême dévotion. Il n'a que très peu de patients, qu'il soigne le plus souvent gratuitement. La princesse de Maldebourg arrive au Mont-Oriol et fait appel au Dr Black sous la recommandation d'un cardinal romain. Tout de suite après, tout le monde le veut comme médecin, au détriment des autres. Cette célébrité connaît une durée de quelques jours ; la duchesse et le duc de Ramas-Aldavarra, une noble famille espagnole, s'installent au Mont-Oriol accompagnés d'un docteur italien : le Dr Mazelli. Gentil, intelligent, sociable et généreux, tous les baigneurs ne jurent plus que par lui en quelques heures. Hélas, il n’appartient qu'à la duchesse et il lui est impossible de donner autre chose que des conseils sommaires aux baigneurs. Mais une nouvelle idylle se noue et attire l'attention : en effet, depuis le bal, tout le monde a remarqué la relation naissante entre Gontran de Ravenel et Charlotte Oriol. Louise Oriol s'en trouve jalouse. Elle fait alors tout pour que sa petite sœur n'aille pas plus loin avec Gontran ; celle-ci continue néanmoins à se laisser innocemment séduire. De leurs côtés, Christiane et Paul font la morale à Gontran, qui risque de compromettre Charlotte, mais celui-ci leur explique qu'il souhaite épouser la jeune fille. À compter de ce jour, celle-ci est traitée comme si elle faisait partie de la famille, afin de favoriser la cour de Gontran. De son côté, Louise ne parle plus à sa sœur, contrairement à son père et à son frère, ravis de ce rapprochement.
Un évènement bouleverse néanmoins les projets. En effet, en voyant l'union se dessiner entre Gontran et Charlotte, Andermatt a vu le père Oriol pour se renseigner avec exactitude sur les dots respectives qu'il accorderait à ses filles pour leurs mariages. Fine mouche, Oriol répond que Louise recevrait les terres autour du Mont-Oriol (actif convoité par Andermatt, que le père Oriol n'entend pas lâcher facilement) et qu'à Charlotte reviendraient les terres de l'autre côté du mont, loin de la source et sans valeur immédiate. Andermatt s'empresse de faire comprendre à Gontran qu'il n'a pas d'autre choix que de renoncer à épouser Charlotte, pour se tourner vers l'aînée, Louise, la mieux dotée. Face aux remarque de son beau-frère, Andermatt en profite pour lui faire la leçon : "les juifs" ne sont pas des voleurs. Il lui explique sa conception de la juste valeur des choses, des soins qu'il est nécessaire de consentir aux affaires.
Chapitre 3 : aussitôt dit, aussitôt fait. Dès le lendemain, Gontran fait la paix avec Louise qui ne lui parle plus depuis sa cour à Charlotte. Christiane poursuit Paul, fuyant, lui reprochant son manque d'amour, que celui-ci nie. Gontran profite d'une sortie pour se rapprocher de Louise ; il lui affirme qu’il s’est servi de sa sœur pour se rapprocher d’elle. Charlotte, pour sa part, ne comprend pas ce changement de comportement. Paul reproche à Gontran sa ligne de conduite indigne envers Charlotte. Gontran feint d'avouer qu’il préfère l’ainée à présent et que la cadette ne l’intéresse plus. Paul, touché par le profond malheur de Charlotte, commence à s'éprendre de celle-ci.
Chapitre 4 : Andermatt parle avec Latonne ; il cherche un moyen d'attirer davantage de clients à son casino. Une solution : de nouveaux chemins ; mais pour cela, il lui faut davantage de terrains. Faute de clients, Bonnefille a fermé son casino. Latonne lui propose également de faire des bilans météorologiques pour attirer la clientèle. De son côté, Gontran continue de faire la cour à Louise, il a même réussi à se faire inviter par Mme Honorat en présence des deux filles Oriol. Il parle alors de sa manigance à Paul : celui-ci se laisse conduire chez Mme Honorat et prend grand plaisir à parler avec Charlotte. Un peu plus tard, tous les cinq décident d'une promenade sur la route de Sans-souci. Gontran en profite pour s’isoler avec Louise, Paul se retrouve seul avec Charlotte. En revenant, Gontran apprend à Paul qu’il a demandé Louise en mariage, celle-ci devant en parler à son père. Il s’empresse également d’en informer Andermatt. Celui-ci demande l’approbation aux deux pères respectifs, qui approuvent. Andermatt négocie alors la dot qu’Oriol donnerait à sa fille lors du mariage, plan à la main. Pendant ce temps, Paul laisse s'épanouir son inclination pour Charlotte.
Chapitre 5 : alors que Gontran de Ravenel vit un parfait amour avec Louise Oriol, Paul en profite pour voir assidûment Charlotte. Christiane, comprenant que son amour est définitivement perdu, devient jalouse, cherchant des maîtresses à Paul, accusant la première fille venue. Elle ne se doute pas du tout de l'idylle avec Charlotte Oriol. Le docteur Mazelli s'intéresse lui aussi vivement à Charlotte et la courtise. Paul fait tout pour le concurrencer. Il parvient peu après à se trouver seul avec elle. Charlotte lui avoue alors qu'elle n'aime pas spécialement Mazelli. Paul l'embrasse ; le père Oriol les surprend et laisse éclater sa colère. Paul, pour sauver la situation, n'a d'autre choix que d'affirmer qu'il compte épouser Charlotte dans les plus brefs délais et promet au père Oriol de ne rien lui prendre, ni dot, ni terres, ni argent, pour montrer son désintéressement.
Chapitre 6 : de tristes nouvelles sont à déplorer. M. Aubry-Pasteur est mort au Splendid Hôtel, d'apoplexie, une maladie, ironiquement, censée être soignée par les eaux thermales. Andermatt perd un ami et un ingénieur précieux. On apprend également que le docteur Mazelli s'est enfui avec la fille du professeur Cloche (Louise et Gontran les avaient vus s'embrasser lors du 4e chapitre). Ces évènements en entraînent alors d'autres, plus graves :
- la mort de M. Aubry-Pasteur se propage et donne une mauvaise publicité au Mont-Oriol ainsi qu'à son eau ;
- la fuite de Mazelli entraîne le départ du duc et de la duchesse de Ramas-Aldavarra, perte inévitable de clientèle, sans compensation immédiate. Le Professeur Cloche part également, perte irréparable.

Andermatt se reprend vite en apprenant la prochaine noce de Paul et de Charlotte Oriol : il pense alors pouvoir disposer de toutes les précieuses terres de la butte. En revenant à l'hôtel, sa femme le demande. Elle se sent mal et désire voir le Dr Black au lieu du Dr Latonne. Andermatt veut la faire changer d'avis étant donné ses mauvaises relations avec Latonne, mais elle reste inflexible. Pendant ce temps, Andermatt rencontre Paul et lui soutire des détails sur son projet d'union avec Charlotte. Ils sont interrompus par l'arrivée du Dr Black. Celui-ci ausculte Christiane, ne trouve rien d'inquiétant, ni pour elle, ni pour le bébé. Au moment de partir, il évoque le prochain mariage de Paul : Christiane s'évanouit sous le choc émotionnel. En reprenant ses esprits, elle accouche d'une petite fille.
Le lendemain, Christiane ne pense plus qu'à Paul, qui lui a caché son attirance pour Charlotte. On lui envoie Mme Honorat comme infirmière. Christiane voit en elle la femme ayant permis à Paul de rencontrer régulièrement Charlotte sous son toit : elle la rejette. De son côté, pour Andermatt, les affaires reprennent des couleurs : il rachète l'établissement Bonnefille et réalise bientôt une communication publique sur les progrès de Clovis, le paralytique que tout le monde croit guéri par la source du Mont-Oriol. Entre-temps, William Andermatt passe voir sa femme et sa fille ; celle-ci embrasse enfin le bébé et pendant ce vif moment, lui donne son prénom : Arlette. Quand son mari repart pour conduire l'établissement, Christiane lui demande à voir Paul. Ce dernier arrive, soucieux. Tous deux n'échangent que quelques sommaires paroles. Christiane ne voit plus en lui qu'un inconnu.

## Analyse

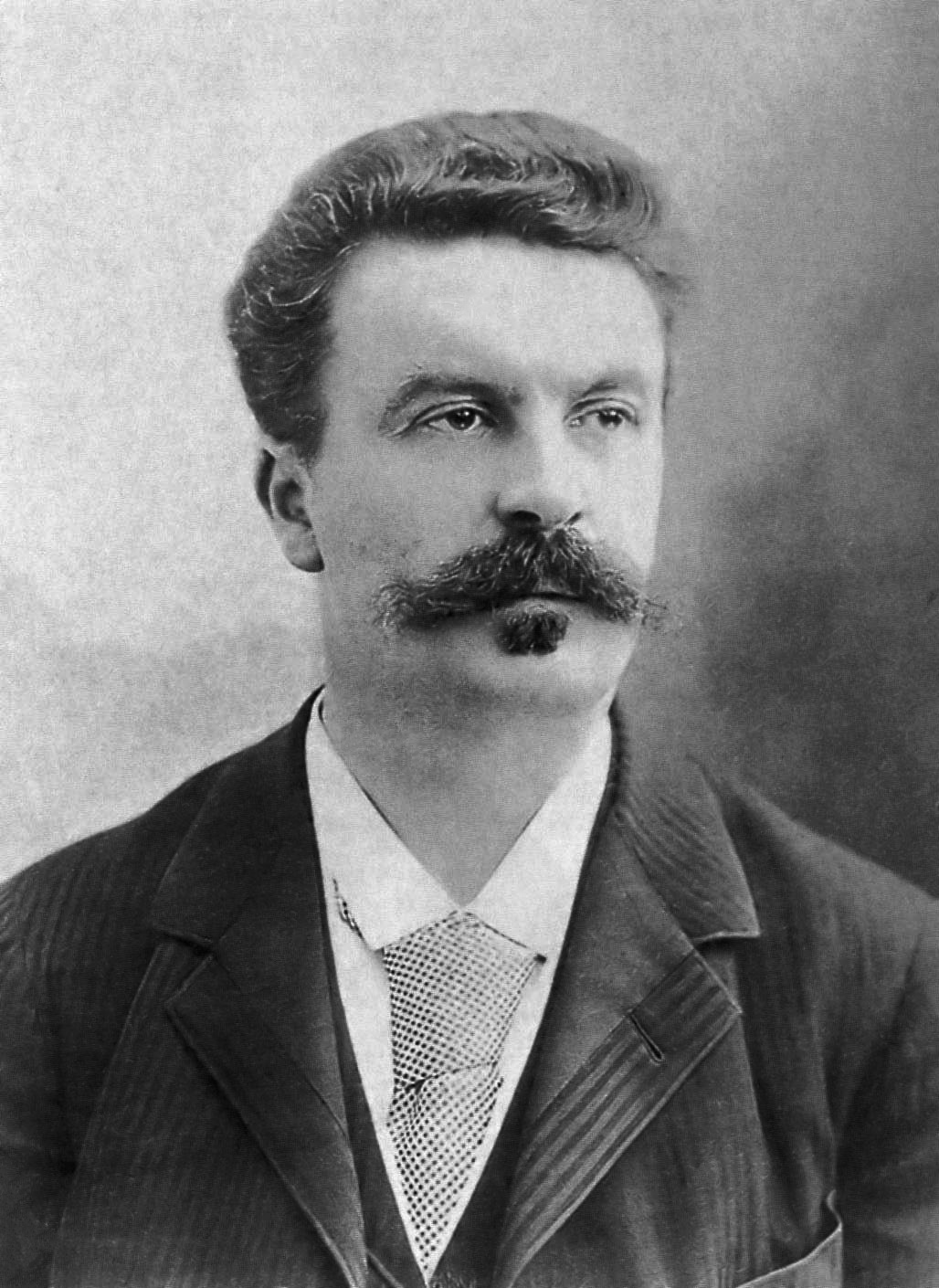
Guy de Maupassant photographié par Félix Nadar en 1888, l'année suivant la publication de Mont-Oriol.

Pour l'écriture de Mont-Oriol, Maupassant s'inspire de Châtel-Guyon, station thermale où l'écrivain s'est rendu en cure à plusieurs reprises à partir de 1883.
Maupassant entremêle dans ce roman plusieurs thèmes : critique du milieu médical, aspiré par la renommée et par l'argent, satire de la condition féminine, ballotée dans les enjeux moraux et par l'exigence d'enfants et, surtout, tableau sans concession du capitalisme alimenté par la finance, sous la forme d'une ample opération de spéculation agrémentée de mensonges,. L'auteur développe ces multiples critiques sociales à travers des personnages complexes auxquels il attribue des qualités et des défauts quelle que soit leur condition. Ainsi, le banquier Andermatt, de confession juive, est certes un spéculateur obnubilé par les questions d'argent, mais il n'est pas un simple rentier et mène au contraire une vie active respectable, réfléchie et sans excès, tandis que le père Oriol, stéréotype de l'Auvergnat, est certes un paysan besogneux, mais il se montre âpre au gain lorsqu'il s'agit des enjeux financiers liés à la cession de ses terrains ou au mariage de ses filles.
Maupassant publie son roman en 1887, en feuilleton dans le journal Gil Blas, puis dans la foulée en librairie aux éditions V. Havard, à une époque où ses contemporains ont encore en tête la faillite de l'Union générale survenue en 1882. La notion de spéculation financière, fil rouge du roman, est ainsi intimement liée, dans l'esprit des lecteurs de l'époque, à une notion de risque pouvant conduire à tout moment le couple Andermatt à la faillite. Maupassant avait lui-même écrit un article en janvier 1882 dans le quotidien Le Gaulois au sujet de la chute de l'Union générale en faisant le commentaire suivant : « Les opérations sont fictives, les bénéfices sont fictifs, la valeur est fictive, c'est une simple convention ; tout est fictif, et le premier venu se trouve fictivement riche à milliards, pour se trouver très réellement sans le sou quelques jours après ».
Dans son ouvrage La Bourse dans le roman du second XIXe siècle, Christophe Reffait note néanmoins que les opérations financières décrites dans ce roman ne sont pas des opérations de spéculation boursière, thème pourtant cher à certains grands auteurs de l'époque comme Émile Zola, qui dénoncent par ce biais les excès du capitalisme. « En prenant pour personnage principal un être absorbé dans un projet tangible et provincial, à la Balzac, Maupassant paraît un peu en décalage par rapport à une époque où la finance moderne et abstraite, la Bourse, intéresse les romanciers ». Maupassant dénonce néanmoins des comportements amoraux de spéculation boursière dans d'autres romans, notamment Bel-Ami.
Annie Kahn commente pour sa part dans un article paru dans le journal Le Monde le 30 juillet 2009 : « Dans ce roman, les exploits de l'entrepreneur servent finalement de toile de fond, de décor, apte à rehausser les intrigues amoureuses qui unissent ou désunissent nobles et roturiers, bourgeois et paysans, juifs et chrétiens. Le cynisme et l'intérêt financier l'emportant néanmoins sur les sentiments ».

## Adaptations
Le roman a été adapté en téléfilm en 1980 par Serge Moati, sous le titre Mont-Oriol.